# Manic Monday
«Manic Monday» (en español: «Lunes maníaco») es una canción de la banda estadounidense de rock The Bangles, y el primer sencillo de su segundo álbum de estudio, Different Light (1986). Fue compuesta por el cantante y compositor Prince bajo el seudónimo de «Christopher». Si bien estaba originalmente pensada para ser interpretada por el grupo Apollonia 6 en 1984, el músico se la ofreció al grupo The Bangles dos años después. La letra de la canción describe a una mujer que se despierta un lunes deseando que aún fuese domingo.
Con reseñas generalmente positivas de la crítica musical y algunas comparaciones con el tema «Monday, Monday», del grupo californiano de la década de los 60 The Mamas & the Papas, se convirtió en el primer éxito de The Bangles, llegando a alcanzar el segundo puesto en las listas de Estados Unidos y del Reino Unido, así como en las de Austria, Canadá, Alemania e Irlanda. Además, ingresó en el Top 5 de las listas de Nueva Zelanda, Noruega y Suiza. También recibió un disco de plata, otorgado por la British Phonographic Industry y posteriormente, numerosos artistas hicieron sus propias versiones de la canción.

## Contexto y descripción

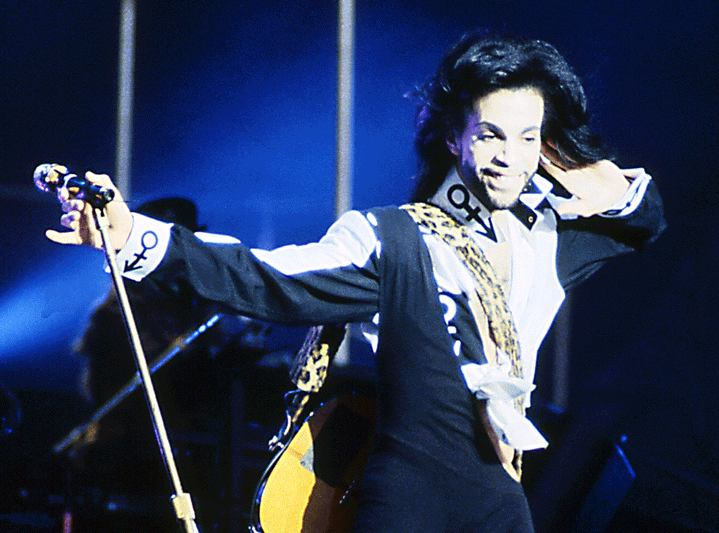
Prince compuso la canción en 1984 y se la dio al grupo bajo el seudónimo de «Christopher».

Prince compuso «Manic Monday» en 1984 y la grabó en forma de dúo para el álbum homónimo de Apollonia 6; sin embargo, finalmente la descartó. Dos años más tarde, ofreció el sencillo a The Bangles bajo el seudónimo de «Christopher», un personaje que interpretó en la película Under the Cherry Moon en 1986. Algunos escritores difundieron el rumor de que Prince le dio la canción a Susanna Hoffs, la líder de The Bangles, tras escuchar el álbum All Over the Place (1984), con la esperanza de ganar su afecto.
La guitarrista Vicki Peterson, en una entrevista con The Guardian, comentó sobre estos rumores: «Fue una pendiente resbaladiza. [...] Esa percepción no se difuminó aún después de haber lanzado sencillos con múltiples voces. A la gente le gusta pintarlo como una pelea entre chicas, pero más bien era la frustración de no ser percibidas como un conjunto». Peterson explicó en una entrevista con MTV UK de 1989 por qué Prince les dio la canción: «[A Prince] le encantó nuestro primer álbum. Le gustó la canción "Hero Takes a Fall", lo que es un gran elogio, ya que a nosotras nos gustaba su música. Nos contactó y nos dijo: "Tengo un par de canciones para ustedes, quisiera saber si están interesadas" y claro que lo estábamos. Una de las canciones que Prince le dio al grupo fue "Manic Monday", compuesta bajo el seudónimo de Christopher». Peterson opinó sobre el cambio que el cantante produjo en el grupo: «Fue una Banglificación de un arreglo de Prince. Tenía una demo con un estilo muy suyo. Era una canción buena, pero no la grabamos en plan: "¡Este es nuestro primer sencillo exitoso! ¡Oh, Dios! ¡Lo siento en mi sangre!". Simplemente hicimos la canción y luego el álbum; nos relajamos y pensamos en eso más adelante».
«Manic Monday» es un tema de pop compuesto en la tonalidad de re mayor, se interpreta a 116 pulsaciones por minuto y posee un compás de 4/4. Su progresión armónica es una secuencia de los acordes sol-la7-re-sol-la7-re. Su letra habla sobre una persona que se despierta de un sueño romántico a las seis de la mañana de un lunes y debe enfrentar un día agotador en su trabajo, cuando preferiría seguir relajándose un domingo, su «día de no correr». En la primera estrofa, se hace referencia al actor Rudolph Valentino.

## Recepción

### Respuesta de la crítica

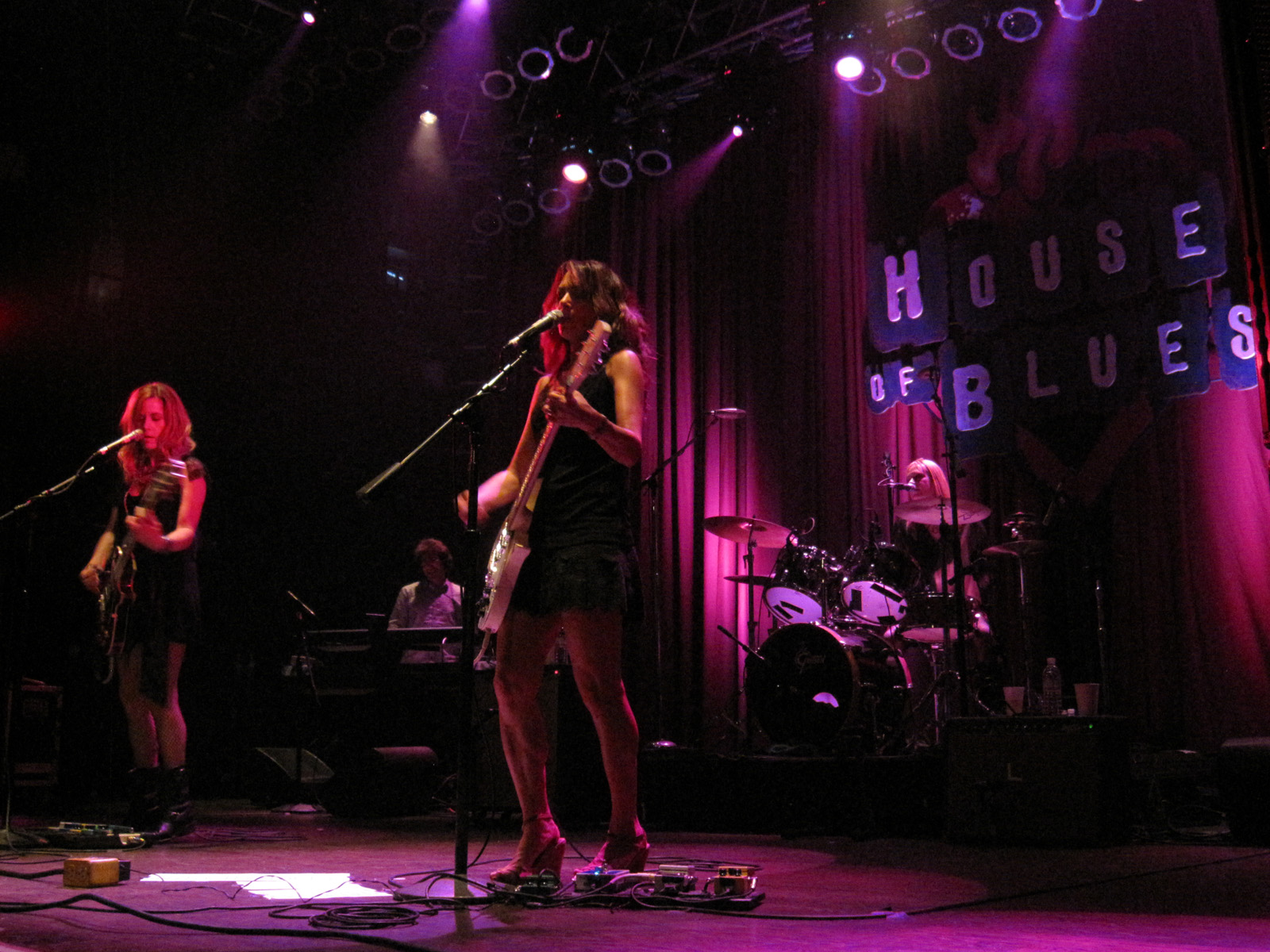
The Bangles en un concierto de noviembre de 2011.

El sencillo recibió en general reseñas positivas de la crítica musical y algunas lo compararon con la canción «Monday, Monday» de The Mamas & the Papas. En su reseña para Allmusic, Mark Deming comentó que el sencillo «no tiene ni punto de comparación con lo que The Bangles había hecho antes» y Matthew Greenwald, del mismo sitio web, afirmó: «Tiene una narrativa pop ingeniosa [aunque] aparentemente simple y una producción pop pegadiza. [...] También tiene un puente excelente que muestra que Prince/Christopher es un artesano excelente y, meritoriamente, The Bangles lo lleva con estilo e ingenio». Rober Hilburn de Los Angeles Times llamó a la canción «candidato al mejor sencillo del año». Dorian Lynskey de The Guardian comentó que la rima de Sunday («domingo») con I-don't-have-to-run day («Día de no correr») era pésima.
Mark Moses de The Phoenix recalcó que «la falta de sustancia de las letras [del álbum A different light] es tan patente que la patética composición de Prince Manic Monday resulta temáticamente lo más destacado». Greg Baker de The Miami News comentó en la reseña del álbum que «la canción debería poner a The Bangles en el mapa del pop 'n' roll». En la reseña de Toledo Blade se afirma que «Manic Monday» es «pegadiza» y, junto con «If She Knew What She Wants», es «estimulantemente melódica». Según Chris Willman de Los Angeles Times, el primer sencillo, «Manic Monday», «representa el intento del condescendiente compositor Prince de fabricar una versión moderna de un éxito de Mamas and the Papas; y lo consigue por la mayor parte, excepto por el inevitable interludio sexual».

### Logro comercial

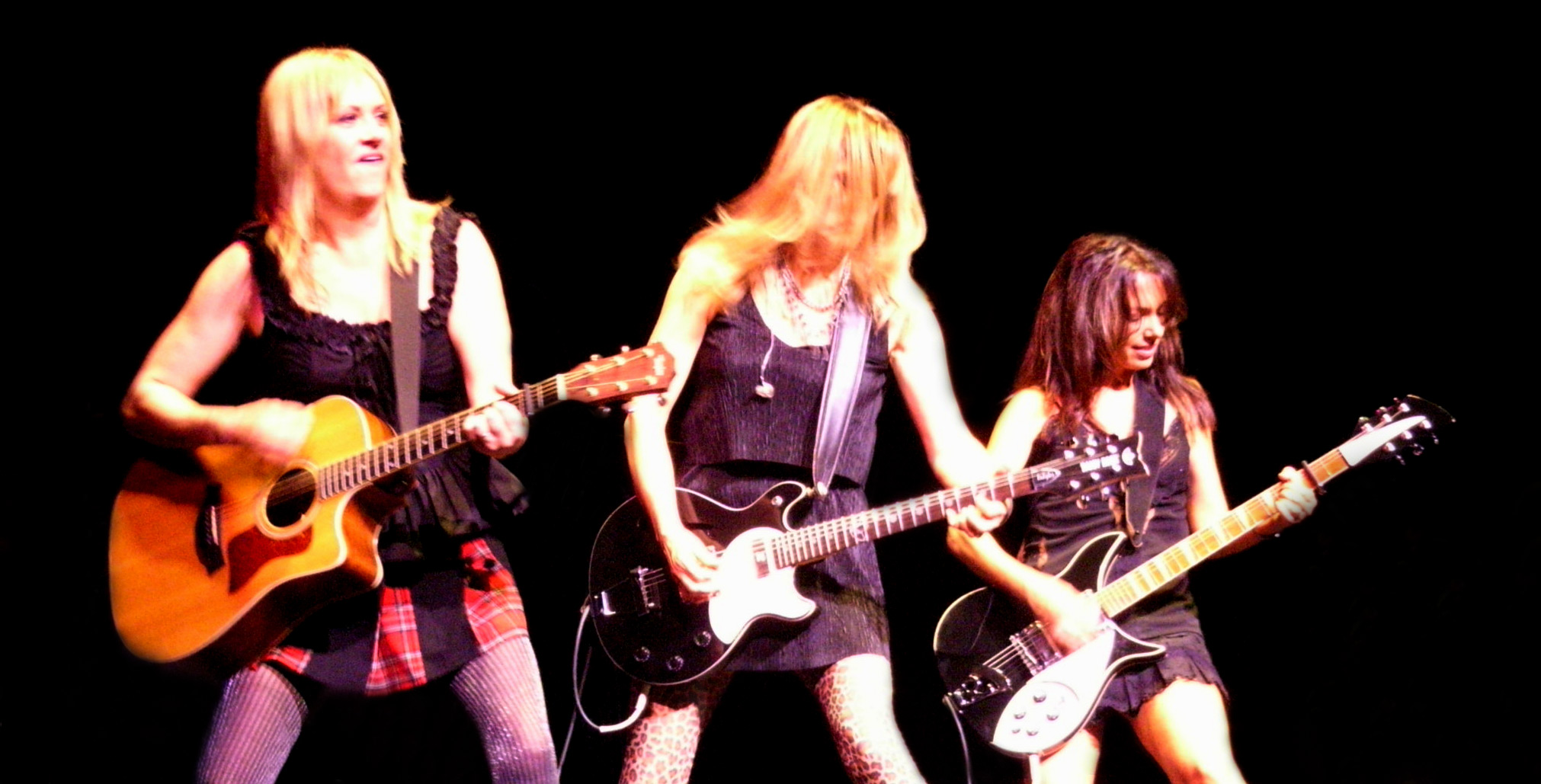
The Bangles durante una presentación en directo en 2010.

«Manic Monday» debutó en el puesto 86 del Billboard Hot 100 en la semana que finalizaba el 25 de enero de 1986 y alcanzó como puesto máximo en el segundo lugar de la lista en la edición del 19 de abril. En el primer puesto se encontraba el sencillo de Prince and the Revolution «Kiss». En el Reino Unido, «Manic Monday» debutó en el número 85 el 8 de febrero de 1986 e ingresó en el Top 40, en el puesto 24, el 22 de febrero. Finalmente la canción llegó a lo que sería su posición más alta, el número dos, al mes siguiente. En Alemania el sencillo debutó en el puesto 29 el 17 de marzo de 1986 e ingresó al Top 10 en las siguientes tres semanas y llegó al número dos el 14 de abril de 1986, donde permaneció dos semanas. Permaneció en el Top 10 cuatro semanas más y abandonó las listas el 20 de julio de 1986.
En Suiza, «Manic Monday» debutó en el puesto 12 el 30 de marzo de 1986 y fue el sencillo en debutar en el puesto más alto de la semana. Llegó a su posición máxima, el cuarto lugar, dos semanas más tarde, donde se quedó una semana. En los Países Bajos, el sencillo debutó en el puesto 43 el 22 de febrero de dicho año y llegó al número 24. Estuvo en las listas siete semanas. En Noruega, «Manic Monday» debutó en el puesto nueve la décima semana de 1986, el segundo puesto más alto de los sencillos debutantes de la semana. Cuatro semanas más tarde alcanzó el cuarto puesto, donde estuvo otras dos. La canción también ingresó al Top 5 en Austria, Irlanda y Nueva Zelanda.

## Versiones de otros artistas
Numerosos artistas han realizado versiones de «Manic Monday». En 2005, la banda estadounidense de rock cristiano Relient K interpretó la canción y la incluyó en el álbum compilatorio Punk Goes 80s. La versión de la banda japonesa de rock Missile Innovation se incluyó en su miniálbum homónimo, lanzado el 27 de julio de 2005. La cantante de J-Pop Bonnie Pink la incluyó en su álbum de versiones Reminiscence. The Chipettes versionaron la canción en «Sweet Smell of Success (musical)», un episodio de 1986 de la serie Alvin and the Chipmunks. Party Ben y Team9, bajo el nombre de «Dean Gray» lanzaron el álbum de mash-up American Edit, compuesto por remezclas del álbum de Green Day American Idiot y canciones de otros artistas. La decimotercera canción, «Whatshername» se retituló como «Whatshername (Susana Hoffs)» y se mezcló con «Manic Monday». En 2006, la banda finlandesa de rock Leningrad Cowboys realizó una versión del tema para su séptimo álbum de estudio, Zombies Paradise.

## Lista de canciones y formatos
| Sencillo 7" |                        |          |  |
| N.º         | Título                 | Duración |  |
| 1.          | «Manic Monday»         | 3:03     |  |
| 2.          | «In a Different Light» | 2:50     |  |

| Maxisencillo 12" |                           |          |  |
| N.º              | Título                    | Duración |  |
| 1.               | «Manic Monday»            | 3:03     |  |
| 2.               | «In a Different Light»    | 2:50     |  |
| 3.               | «Going Down to Liverpool» | 3:19     |  |
| 4.               | «Dover Beach»             | 3:42     |  |

| Maxisencillo 12" (1986) |                                    |          |  |
| N.º                     | Título                             | Duración |  |
| 1.                      | «Manic Monday»                     | 3:03     |  |
| 2.                      | «Manic Monday (versión extendida)» | 4:38     |  |
| 3.                      | «In a Different Light»             | 2:50     |  |

| Sencillo digital |                |          |  |
| N.º              | Título         | Duración |  |
| 1.               | «Manic Monday» | 3:06     |  |

| Starbox |                                                 |          |  |
| N.º     | Título                                          | Duración |  |
| 1.      | «Manic Monday (versión extendida "California")» | 3:06     |  |

## Créditos
- Susanna Hoffs – voz principal y coros
- Vicki Peterson – guitarra eléctrica y coros
- Michael Steele – bajo y coros
- Debbi Peterson – batería y coros
- Prince – sintetizadores y piano

## Listas y certificaciones
| País (1986)    | Lista                | Posición más alta | Ref.   |
| -------------- | -------------------- | ----------------- | ------ |
| Australia      | Ö3 Austria Top 40    | 2                 | [ 29 ] |
| Canadá         | RPM (revista)        | 2                 | [ 40 ] |
| Alemania       | Media Control Charts | 2                 | [ 22 ] |
| Irlanda        | Irish Singles Chart  | 2                 | [ 30 ] |
| Países Bajos   | Dutch Top 40         | 24                | [ 25 ] |
| Noruega        | VG-lista             | 4                 | [ 28 ] |
| Nueva Zelanda  | RIANZ                | 5                 | [ 29 ] |
| Suiza          | Swiss Music Charts   | 4                 | [ 24 ] |
| Reino Unido    | UK Singles Chart     | 2                 | [ 21 ] |
| Estados Unidos | Billboard Hot 100    | 2                 | [ 41 ] |
| Estados Unidos | Adult Contemporary   | 10                | [ 41 ] |

| País (1986)    | Lista de fin de año | Posición más alta | Ref.   |
| -------------- | ------------------- | ----------------- | ------ |
| Canadá         | Top 100 Singles     | 38                | [ 42 ] |
| Estados Unidos | Billboard Hot 100   | 48                | [ 43 ] |

| País        | Lista | Certificación  | Simbolización | Ref.   |
| ----------- | ----- | -------------- | ------------- | ------ |
| Reino Unido | BPI   | Disco de Plata |               | [ 44 ] |